# Iñaki Bonillas
Iñaki Bonillas (Ciutat de Mèxic, 1981) és un artista que viu i treballa a Ciutat de Mèxic.
El treball d'Iñaki Bonillas se centra principalment en el camp de la fotografia, oferint relectures des del vessant més conceptual però també entorn la mateixa tècnica fotogràfica, els materials, els processos o fins a la mateixa gestió d'un arxiu. El seu interès per la fotografia comença arran de recopilar el material desestimat al qual tenia accés quan treballava com a assistent de fotògraf, un material previ a la sessió de fotografia que consistia en proves de película, imatges de Polaroid, proves de llum, proves de fons o variacions d'exposició.
En els seus treballs inicials, Iñaki Bonillas va voler documentar aspectes concrets dels processos tècnics i procediments específics de la fotografia. A la peça Documentación de 36 laboratorios fotográficos (1998) va fer revelar les imatges d'un mateix carret de fotografia sencer a diferents laboratoris cadascun amb els seus propis procediments. O també, la peça 20 focos documentados fotográficamente (1999) o 6 cámaras documentadas acústicamente (1998) en què com els noms de les peces indiquen es mostraven les diferències de color dels focus o es reproduïa el so dels disparadors de sis models de càmares diferents. La clara delimitació del camp de treball de cada peça i l'exploració sistemàtica de totes les variants possibles són herència de treballs conceptuals dels anys 60 i 70. I també la presentació estètica dels seus treballs té reminiscències d'altres artistes com Mel Bochner i On Kawara. I això clarament es percep en la peça Documentación de las 84 combinaciones de exposición de la cámara Vivitar 2000 en què Bonillas va presentar totes les variacions de nivells de llum possibles que anaven des del negre més fosc fins al blanc més saturat.
L'any 2000, arran de la mort de l'avi matern José María Rodríguez Plaza, Iñaki Bonillas va heretar el seu arxiu fotogràfic. Un arxiu que conté 30 carpetes idèntiques, numerades i ordenades cronològicament, 800 diapositives i altres objectes familiars. És a partir de 2003 que Iñaki Bonillas començarà a elaborar la seva producció artística prenent l'Arxiu J.R. Plaza com a font d'inspiració. Aquest treball l'ha dut a produir més d'una vintena d'instal·lacions que el 2012 va culminar amb una exposició a La Virreina de Barcelona que els mostrava tots junts.
El primer cop que l'arxiu és utilitzat en una exposició va ser el 2003 a la Galerie Meert Rihoux de Brussel·les. Les 30 carpetes de l'arxiu es van disposar a la biblioteca de la galeria recontextualitzades entre tots els altres llibres de les estanteries. Però no només això sinó que també es van reordenar cercant i establint relacions sobre la base del contingut, la relació entre personatges, entre els mateixos autors, entre les defuncions dels escritors.
El primer cop que l'arxiu J.R. Plaza s'exposa va ser el començament d'una feina de molts anys.
El 2004 va refotografiar, emmarcar i presentar només les fotografies verticals de l'Arxiu a Todas las fotografias verticales del Archivo J.R. Plaza documentadas fotográficamente (Todas las verticales). 990 imatges que cobrien 4 parets de l'espai expositiu des de terra fins al sostre, però malgrat l'aleatorietat de la selecció estaven disposades cronològicament.
Una targeta para J.R. Plaza (2007) destaca per la connexió de retrats de diferents feines en què l'avi havia treballat i les targetes professionals corresponents. Iñaki Bonillas va recopilar totes aquestes fotografies i va associar-les a les targetes de presentació. Però no totes les targetes eren reals. N'hi havia de fictícies. El punt final de l'obra el marca una fotografia de l'avi triada per Bonillas, associada a la targeta professional fictícia de professió model, inventada per l'artista.

## Intervencions destacades

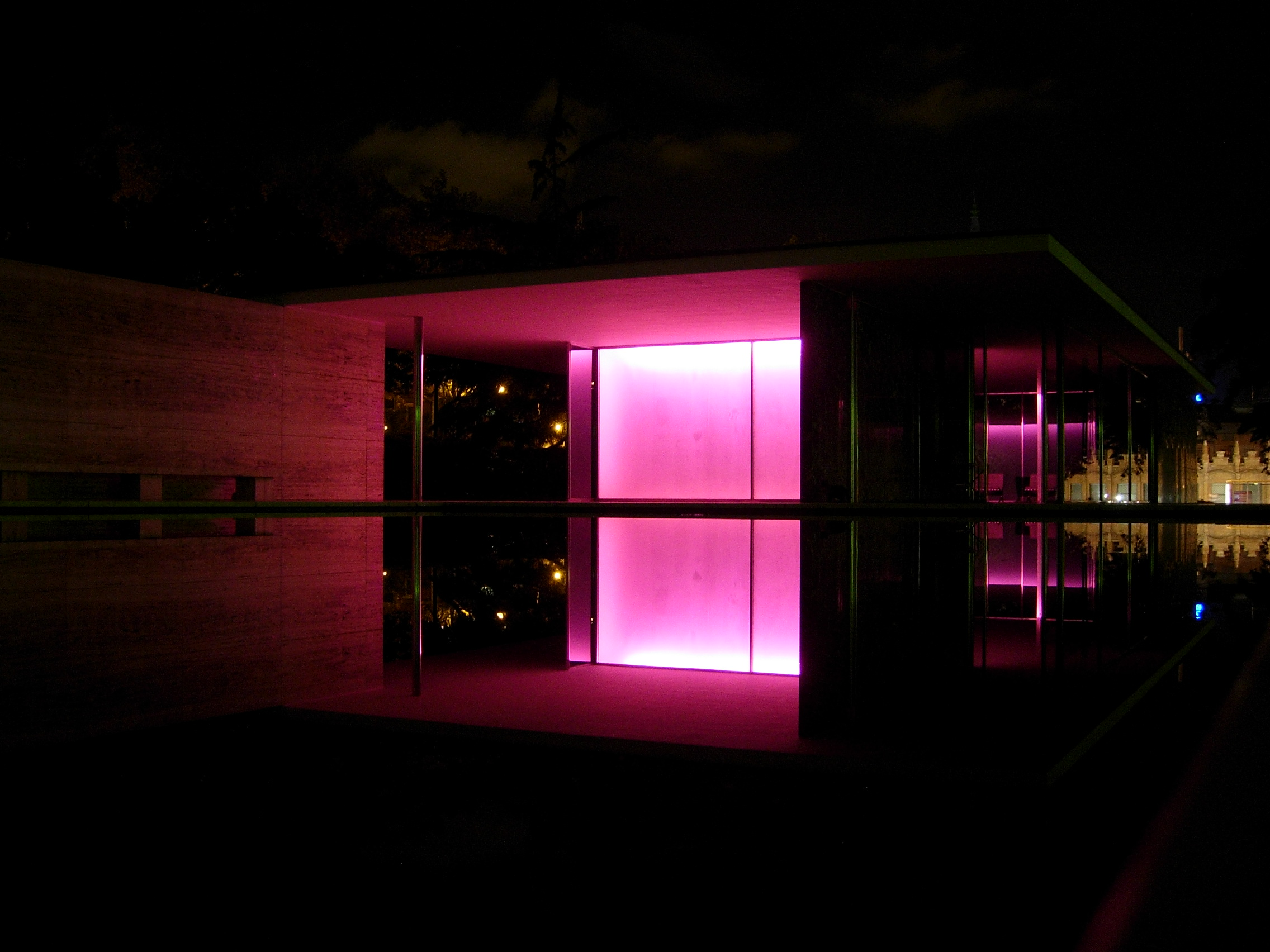
Pavelló Mies van der Rohe amb la intervenció artística d'Iñaki Bonillas

L'any 2003 va participar en l'Exposició Utopia Station Arxivat 2015-03-11 a Wayback Machine. comissariada per Molly Nesbit, Hans-Ulrich Obrist i Rirkrit Tiravanija a la 50 Biennal de Venecia amb la peça Conservation room.
L'any 2005 Iñaki Bonillas va presentar una intervenció al Pavelló Mies van der Rohe en què establia un diàleg entre l'obra de l'arquitecte alemany Mies van der Rohe i l'arquitecte mexicà Luis Barragan. La intervenció transformava l'atmosfera de l'espai del Pavelló a través d'un canvi en la il·luminació habitual. Només al capvespre, durant les hores en què s'encenia el lluernari de la sala noble, es podia percebre l'alteració lumínica. Aquesta, submergia la sala i el porxo exterior transformant-los sota un intens color rosa mexicà.
Virreina, Centre de la Imatge, situat al centre de Barcelona, va organitzar l'any 2012 l'exposició Iñaki Bonillas. Archivo J.R. Plaza. En aquesta exposició s'hi mostraven totes les obres que Bonillas havia produït fins llavors a partir de l'arxiu que el seu avi li havia deixat en herència.

## Premis
- Premio Isabel de la Fundació COFF, Guipuzkoa, Espanya, 2006.
- Programa de joves creadors, Fondo Nacional para la Cultura y las Artes (FONCA), Mexico, 2003